# 赤司まり子
赤司 まり子（あかし まりこ、1950年5月18日 - ）は、東京都出身の俳優。文学座所属。

## 出演

### テレビドラマ
- 土曜日の女シリーズ 天使が消えていく（1973年、NTV）
- 俺たちの旅
- 女の足音
- 娘たちの四季
- 連続テレビ小説 （NHK総合）
  - おしん（1983 - 1984年）
  - チョッちゃん（1987年）- ピアニスト[1]
- 仮面ライダーBLACK第31話
- 99年の愛〜JAPANESE AMERICANS〜（2010年、TBS）
- 税務調査官・窓際太郎の事件簿（2014年、TBS） - 鈴木苗子
- 増山超能力師事務所（2017年） ‐ 朝倉夕子
- キャスター 第8話（2025年6月1日、TBS） - 山火事の被災者 [2]

### テレビアニメ
- 交響詩篇エウレカセブン（コーダ）
- ミチコとハッチン（リリアナ）

### 劇場アニメ
- 交響詩篇エウレカセブン
  - 交響詩篇エウレカセブン ポケットが虹でいっぱい（2009年、コーダ・ラベル）
  - 交響詩篇エウレカセブン ハイエボリューション1（2017年、ニコ・コーダ）

### 舞台
- 女の一生
- ピアフ
- ふるあめりかに袖はぬらさじ
- 華岡青洲の妻
- 日の浦姫物語
- リセット[3]